# Rossy War
Rosa Aurelia Guerra Morales (Lago de Valencia, 3 de janeiro de 1969) mais conhecida profissionalmente como Rossy War, é uma cantora, compositora e dançarina peruana.
A cantora estreou no grupo musical The Bio Chips, em seguida, criou com seu marido Alberto Mauri, a Rossy War y la Kaliente Banda, onde eles foram inicialmente bem sucedido nas províncias peruanas antes de ser irradiada em Lima. Ela ganhou reconhecimento internacional por canções como "Amor prohibido", "Que te perdone Dios", "Vuela mariposa", "Las huellas de tu amor" e "Nunca pensé llorar" que a levou fazer turnê de vários países da América Latina.

## Biografia e carreira
Rosa nasceu na pequena aldeia do Lago de Valencia, localizada no distrito de Distrito de Las Piedras, província de Tambopata (departamento de Madre de Dios). Ela é a filha de Carlos Morales Victor Guerra e Lili, desde cedo começou a fazer a sua incursão no cenário musical, onde ela cantou ao lado de Los Fender de de Puerto Maldonado, onde fizeram várias apresentações em sua cidade natal. Aos dezessete anos, ela se mudou para Lima, onde trabalhou fora do mundo musical e estudou secretariado executivo e enfermagem.
Em 1984  se juntou ao coral do grupo tropical Los Bio Chips, após ter sido selecionada entre 37 concorrentes. Há uma anedota desse momento, porque quando chegou a sua vez e lhe pediram para cantar, não conseguiu esconder a timidez a ponto de ficar "vermelha como um tomate".
Como resultado de algumas divergências no grupo, Alberto Mauri e Rossy War decidem se separar da Los Bio Chips para iniciar seus próprios projetos musicais.
Em 1995, Rossy War gravou seu primeiro álbum no Chile, chamada "Como la flor".
Em 1996 gravou seu segundo álbum "Cositas del Amor" na Bolívia. Em 1997, por iniciativa de Alberto Mauri, formaram seu próprio grupo de gênero tropical La Banda Kaliente, iniciando então uma série de turnês nacionais e internacionais. As primeiras canções gravadas foram um sucesso: "Como la flor", "Te acuerdas de me", "Tonto", "Moreno" e "Pero tú no eres". Então eles seguiriam "Ven mi amor"", "Vuela mariposa", "Cositas del amor", "Capullo de rosa" e "Quiero una respuesta".[carece de fontes?]
Nesse mesmo ano foi lançado o terceiro álbum da intérprete, intitulado Como un dulce poema, que incluía canções como "Que te perdone Dios", "Mujer solitaria", "Nunca pensé llorar", dando início à inauguração musical de Rossy War, muito especial para esta última edição que seria o início do sucesso em todo o Peru. O gênero começou a ser ouvido em outros países como Colômbia, Equador, México, Venezuela e Região Norte do Brasil, sua canção "Nunca pensé llorar" foi notória no rádio, no México obteve muito reconhecimento desde que foi comparada com a cantora Ana Gabriel, pela semelhança em sua voz.
Em 1998 lançou as cancões "Amor prohibido", "Las huellas de tu amor", "Puerto Querido" e "No me puedo acostumbrar", consolidando assim sua carreira como cantora. O sucesso de Rossy War continuou na década seguinte, mas devido à renúncia e fuga do então presidente Alberto Fujimori, ela foi artisticamente relacionada ao fujimorismo por ter participado da campanha do grupo político governante no Peru em 2000, fato que foi muito criticado pela mídia, além disso a tecnocumbia começou a perder popularidade nos anos seguintes e Rossy War decide fazer uma pausa musical que durou até 2011, retornando com novas canções "Lo peor" e "Maldigo tu traición", além disso, seu grupo muda seu nome para La Orquesta Kaliente.

## Vida pessoal
Em 1986 Alberto Mauri e Rossy War se casaram em Lima, ela é mãe de um casal de filhos Tony e Katia.

## Discografia
- 1994: Como la flor[5]
- 1995: Cositas del amor
- 1996: Como un dulce poema
- 1997: Las huellas de tu amor
- 1998: Me engañaste
- 1999: Secreto de amor[6]
- 2000: Soy Diferente
- 2001: Necessito de tu piel
- 2002: Ojos que no ven, Corazion que no sente
- 2003: Tu cariño no vale nada
- 2004: Para todas las sangres
- 2006: Soy feliz, pero tu no[7]
- 2007: A parrandear con Rossy War
- 2008: Mi selva querida
- 2012: Capullo de rosa
- 2013: En los 100 años de Madre de Dios

### Singles
- Como la flor
- Vuela mariposa
- Que te perdone Dios
- Nunca pensé llorar
- Como un dulce poema
- Amor prohibido
- Las huellas de tu amor
- Me engañaste
- Carta de adiós
- Hacer el amor con otro
- Lo peor
- Maldigo tu traición
- Mi corazón te seguirá